# رضا رحیمی‌نسب
رضا رحیمی‌نسب (زادهٔ ۱۳۴۵ در خرم‌آباد) نمایندهٔ حوزهٔ انتخابیهٔ خرم‌آباد در دورهٔ هشتم مجلس شورای اسلامی بوده‌است.
وی از چهره های سرشناس ایل بیرانوند می باشد.